# Dabronc
Dabronc es un pueblo ubicado en el distrito de Sümeg, en el condado de Veszprém, Hungría.

## Superficie
Posee una superficie de 20,28 kilómetros cuadrados.

## Demografía
Hasta 2019 la población era de 348 habitantes, con una densidad de población de 17,16 habitantes por kilómetro cuadrado.